# ハフィズ・ラヒム
ハフィズ・ラヒム（Hafiz Rahim、1983年11月19日 - 2020年7月9日）は、シンガポールのサッカー選手。シンガポール代表。ポジションはMFまたはFW。

## クラブ歴
ゲイラン・ユナイテッドFCでプロとなる。その後、シンガポール・アームド・フォーシズFCに移籍したが、再びゲイラン・ユナイテッドFCに復帰し、同チームに長く在籍した。2012年にはゴンバク・ユナイテッドFCに移籍、2013年にホーム・ユナイテッドに、2014年にウォリアーズFCに移籍した。

## 代表歴
2011年8月24日のタイ代表戦で代表初出場を果たした。初得点は2013年6月7日のラオス代表戦であった。

## 死去
2020年7月9日、バイクで移動中に交通事故に遭い死去。36歳没。

## 個人成績

### 代表
代表での得点一覧
| No | 日附         | 場所                                               | 対戦相手 | 得点 | 結果 | 大会     |
| -- | ------------ | -------------------------------------------------- | -------- | ---- | ---- | -------- |
| 1  | 2013年6月7日 | ビエンチャン・ニュー・ラオス・ナショナルスタジアム | ラオス   | 2-5  | 2-5  | 親善試合 |

## タイトル

### 代表
シンガポール
- 東南アジアサッカー選手権: 2012